# Мосо Санта Марија (Бјела)
Мосо Санта Марија (итал. Mosso Santa Maria) је насеље у Италији у округу Бијела, региону Пијемонт.
Према процени из 2011. у насељу је живело 1016 становника. Насеље се налази на надморској висини од 682 м.